# سرآب قنبر (کرمانشاه)
سرآب قنبر، محله‌ای در جنوب غربی شهر کرمانشاه است. این محله پیشتر روستایی از توابع بخش مرکزی شهرستان کرمانشاه در استان کرمانشاه ایران به‌شمار می‌آمد که با افزایش ساخت‌وساز و توسعۀ شهر کرمانشاه، به تدریج در حریم شهر قرار گرفته و به یک محله در بافت منطقۀ ۴ شهرداری کرمانشاه تبدیل شد.

## تاریخچه
در گذشته و تا نیمۀ دهۀ ۱۳۳۰ خورشیدی باغ‌های روستای سرآب قنبر جنوب شهر کرمانشاه را در بر گرفته و تا نزدیکی میدان شهرداری (باغ اجلالیه) امتداد داشتند. از قنبرعلی‌خان به عنوان یکی از مالکان باغ‌های این منطقه یاد شده که بعدها باغ‌های او به فرزندش عبدالله قنبری رسید. این باغ‌ها علاوه بر تأمین میوۀ مردم شهر، به عنوان تفرجگاه نیز مورد استفاده قرار می‌گرفتند. با ساخت خیابان دبیراعظم و سپس محلۀ کسری، باغ‌های سرآب رفته‌رفته جای خود را به ویلاها و آپارتمان‌های نوساز داد. فعالیت‌های شهرک‌سازی پس از جنگ ایران و عراق سبب نابودی آخرین بقایای باغ‌های سرآب قنبر شد. هم‌اکنون بخش بسیار کوچکی از باغ‌های سرآب قنبر باقی مانده‌است. از سال ۱۳۸۵ طرح جنگل‌کاری در این منطقه از شهر کرمانشاه به اجرا گذاشته‌شده و قرار است در آینده این منطقه به یک پارک جنگلی تبدیل شود.

## دفن زباله‌های بیمارستانی
پس‌ماندهای ویژۀ بیمارستانی شهر کرمانشاه پس از بی‌خطرسازی در محلی در نزدیکی سرآب قنبر دفن می‌شود. علیرغم بی‌خطرسازی زباله‌های بیمارستانی، دفن این نوع زباله‌ها در این مکان سبب نگرانی مردم کرمانشاه از جهت پیامدهای بهداشتی و زیست‌محیطی آن شده‌است.

## خیابان‌های اصلی
- خیابان سرآب قنبر (خیابان شهید مفتح)
- خیابان دلگشا

## اهالی سرشناس
- حسین گلزار
- پرتوی کرمانشاهی
- خسرو باقرپور

## خشک شدن سرآب قنبر
در شهریور ۱۴۰۰ اعلام شد که به دلیل خشک‌سالی و کاهش باران چشمۀ آب سرآب قنبر که آب منطقۀ جنوب شهر کرمانشاه را تأمین می‌کرد خشکیده‌است. در روز ۲۰ شهریور دبی آب این چشمه به ۴۵ لیتر در ثانیه رسید. این در حالی است که این میزان در سال‌های گذشته ۳۲۰ لیتر در ثانیه بود. مدیرعامل شرکت آب و فاضلاب استان کرمانشاه پیش‌بینی کرد که با تداوم خشک‌سالی چشمۀ سرآب قنبر در فصل پاییز خشک شود.